# Tvář vody
Tvář vody (v anglickém originále The Shape of Water) je americké filmové drama z roku 2017. Natočil jej režisér Guillermo del Toro podle scénáře, na němž spolupracoval s Vanessou Taylor. Hrají v něm Sally Hawkins, Michael Shannon, Richard Jenkins a další. Hlavní postavou je němá uklízečka Elisa, která pracuje v tajné vládní organizaci. Zde se spřátelí s obojživelným tvorem, který byl přivezen z Amazonie. Autorem originální hudby je francouzský skladatel Alexandre Desplat. Premiéru měl 31. srpna 2017 na 74. ročníku Benátského filmového festivalu, kde získal hlavní ocenění Zlatého lva. Snímek byl také promítán na Mezinárodním filmovém festivalu v Torontu. Americký filmový institut ho vybral jako jeden z nejlepších deset filmů roku 2017. Získal nominace na Zlatý glóbus v kategoriích nejlepší film – drama, nejlepší režie, nejlepší ženský herecký výkon v hlavní roli, nejlepší mužský herecký výkon ve vedlejší roli, nejlepší scénář a nejlepší hudba. Domů si odnesl ceny dvě za nejlepší režii a nejlepší hudbu. Dále byl nominovaný na ve 12 kategoriích Filmových cen Britské akademie.

## Obsazení
- Sally Hawkins jako Elisa Esposito
- Michael Shannon jako Richard Strickland
- Richard Jenkins jako Giles
- Octavia Spencer jako Zelda Fuller
- Doug Jones jako stvůra, která je testovaná v organizaci
- Michael Stuhlbarg jako Dr. Robert Hoffstetler
- Nick Searcy jako generál Hoyt
- David Hewlett jako Fleming
- Lauren Lee Smith jako Elaine Strickland

## Produkce
Nápad na projekt Tvář vody vznikl při snídaní del Tora a Daniela Krause v roce 2011, se kterým později napsal novelu Trollhunters. Film byl také inspirován jeho dětskými vzpomínkami na film Netvor z Černé laguny, kdy si přál aby netvor a herečka Julie Adams uspěli ve svém románku. Když del Toro mluvil se studiem Universal o režírovaní remaku filmu Netvor z Černé laguny, rozhodl se zkusit navrhnout projekt, kde by se verze více soustředila na pohled z netvorovy strany a kde byl nakonec skončil společně s hlavní ženskou hrdinkou. Studio však koncept odmítli. 
Natáčení bylo zahájeno dne 15. srpna 2016 v Hamiltonu v Ontario a ukončeno dne 6. listopadu 2016.
Alexandre Desplat složil k filmu hudbu.

## Přijetí

### Tržby
V Severní Americe byl uveden limitovaně dne 1. prosince 2017 a za první víkend získal 166 564 dolarů. Poté byl film rozšířen do více kin dne 22. prosince 2017 a z 726 kin vydělal za víkend 3,1 milionů dolarů. Rozpočet filmu byl 19,5 milionů dolarů. V Severní Americe a Kanadě vydělal 26,4 milionu dolarů a v ostatních oblastech 3,2 milionů dolarů, celkově tak vydělal 29,6 milionu dolarů.

### Recenze
Film získal pozitivní recenze od kritiků. Na recenzní stránce Rotten Tomatoes získal z 253 započtených recenzí 92 procent s průměrným ratingem 8,4 bodů z deseti. Na serveru Metacritic snímek získal ze 51 recenzí 86 bodů ze sta. Na Česko-Slovenské filmové databázi snímek získal 77%. 